# Gare de Magalas
Gare de Magalas vasútállomás Franciaországban, Magalas településen.

## Vasútvonalak
Az állomást az alábbi vasútvonalak érintik:
- Béziers-Neussargues-vasútvonal

## Kapcsolódó állomások
A vasútállomáshoz az alábbi állomások vannak a legközelebb:
- Gare de Béziers
- Gare de Bédarieux